# Discyphus
Discyphus je monpotipski rod gomoljastog geofita smješten u vlastiti podtribis Pterostylidinae, dio tribusa Cranichideae. Jewdina vrsta je D. scopulariae, koja prvenstveno raste u sezonski suhim tropskim biomima, u Brazilu (Paraíba, Bahia, Paraná), Venezueli, Panami i Trinidadu.

## Sinonimi
- Dikylikostigma Kraenzl.
- Cyclopogon rotundifolius (Cogn.) Schltr.
- Dikylikostigma preussii Kraenzl.
- Gyrostachys scopulariae (Rchb.fil.) Kuntze
- Spiranthes rotundifolia Cogn.
- Spiranthes scopulariae Rchb.fil.